# Setophaga
Genre
Synonymes
- Dendroica Gray, 1842[2]

Setophaga est un genre de passereaux de la famille des Parulidés. Il se trouve à l'état naturel en Amérique ainsi que, plus rarement, en Europe et en Asie.

## Liste des espèces
Selon la classification de référence du Congrès ornithologique international (version 14.2, 2024) :
- Setophaga adelaidae (Baird, SF, 1865) — Paruline d'Adélaïde
- Setophaga aestiva (Gmelin, JF, 1789) — Paruline jaune
- Setophaga americana (Linnaeus, 1758) — Paruline à collier
- Setophaga angelae (Kepler & Parkes, 1972) — Paruline d'Angela
- Setophaga auduboni (Townsend, JK, 1837) — Paruline d'Audubon
- Setophaga caerulescens (Gmelin, JF, 1789) — Paruline bleue
- Setophaga castanea (Wilson, A, 1810) — Paruline à poitrine baie
- Setophaga cerulea (Wilson, A, 1810) — Paruline azurée
- Setophaga chrysoparia (Sclater, PL & Salvin, 1860) — Paruline à dos noir
- Setophaga citrina (Boddaert, 1783) — Paruline à capuchon
- Setophaga coronata (Linné, 1766) — Paruline à croupion jaune
- Setophaga delicata (Ridgway, 1883) — Paruline de Sainte-Lucie
- Setophaga discolor (Vieillot, 1809) — Paruline des prés
- Setophaga dominica ([Linné, 1766) — Paruline à gorge jaune
- Setophaga flavescens (Todd, 1909) — Paruline de Todd
- Setophaga fusca (Statius Müller, PL, 1776) — Paruline à gorge orangée
- Setophaga goldmani (Nelson, 1897) — Paruline de Goldman
- Setophaga graciae (Baird, SF, 1865) — Paruline de Grace
- Setophaga kirtlandii (Baird, SF, 1852) — Paruline de Kirtland
- Setophaga magnolia (Wilson, A, 1811) — Paruline à tête cendrée
- Setophaga nigrescens (Townsend, JK, 1837) — Paruline grise
- Setophaga occidentalis (Townsend, JK, 1837) — Paruline à tête jaune
- Setophaga palmarum (Gmelin, JF, 1789) — Paruline à couronne rousse
- Setophaga pensylvanica (Linné, 1766) — Paruline à flancs marron
- Setophaga petechia (Linné, 1766) — Paruline des mangroves
- Setophaga pharetra (Gosse, 1847) — Paruline de Jamaïque
- Setophaga pinus (Linné, 1766) — Paruline des pins
- Setophaga pitiayumi (Vieillot, 1817) — Paruline à joues noires
- Setophaga pityophila (Gundlach, 1855) — Paruline à calotte verte
- Setophaga plumbea (Lawrence, 1877) — Paruline caféiette
- Setophaga ruticilla (Linné, 1758) — Paruline flamboyante
- Setophaga striata (Forster, JR, 1772) — Paruline rayée
- Setophaga subita (Riley, 1904) — Paruline de Barbuda
- Setophaga tigrina (Gmelin, JF, 1789) — Paruline tigrée
- Setophaga townsendi (Townsend, JK, 1837) — Paruline de Townsend
- Setophaga virens (Gmelin, JF, 1789) — Paruline à gorge noire
- Setophaga vitellina (Cory, 1886) — Paruline des Caïmans